# الدوري النرويجي الممتاز 1955–56
الدوري النرويجي الممتاز 1955–56 (بالنرويجية: Hovedserien 1955–56)‏ هو موسم من الدوري النرويجي الممتاز. أشرف على تنظيمه اتحاد النرويج لكرة القدم، وكان عدد الأندية المشاركة فيه 16، وفاز فيه Larvik Turn ‏.